# 12-Stunden-Rennen von Sebring 1992

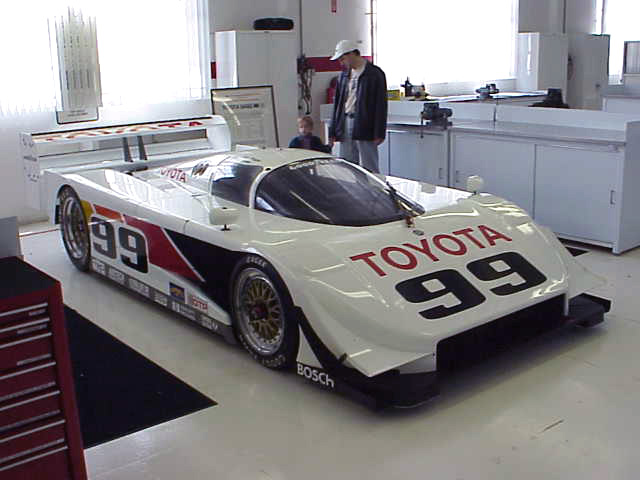
Der Eagle Mk III mit der Startnummer 99; Siegerwagen von Juan Manuel Fangio II und Andy Wallace

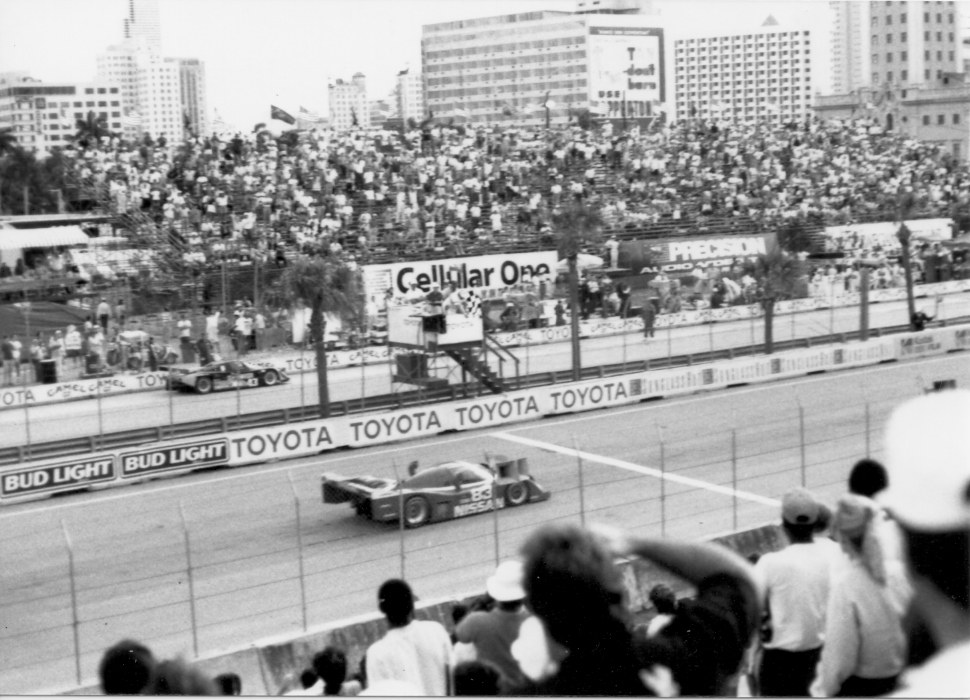
Geoff Brabham im Nissan NPT-91A, hier bei seinem Sieg in Miami im Februar 1992. In Sebring wurden Brabham, sein Bruder Gary sowie Derek Daly und Arie Luyendyk in diesem Wagen Gesamtzweite.

Das 40. 12-Stunden-Rennen von Sebring, auch Contac 12 Hours of Sebring International Grand Prix of Endurance Presented by Camel, Sebring International Raceway, fand am 21. März 1992 auf dem Sebring International Raceway statt und war der vierte Wertungslauf der IMSA-GTP-Serie dieses Jahres.

## Vor dem Rennen
Traditionell begann die IMSA-GTP-Serie auch 1992 mit dem 24-Stunden-Rennen von Daytona. Masahiro Hasemi, Kazuyoshi Hoshino und Toshio Suzuki feierten auf einem Nissan R91CP den ersten japanischen Sieg bei diesem 24-Stunden-Rennen. Auf dem Miami Street Circuit gewann dann drei Wochen später Steve Millen das 1-Stunden-Rennen und Geoff Brabham das folgende 2-Stunden-Rennen.

## Das Rennen
Die 40. Auflage des 12-Stunden-Rennens von Sebring entwickelte sich zu einem der spannendsten in der bisherigen Geschichte des Rennens. 80.000 Zuschauer fanden am Renntag den Weg zur Rennstrecke und sahen den ersten Triumph eines von einem Toyota-Motor angetriebenen Rennfahrzeugs in Sebring. In den letzten drei Jahren hatten die Nissan-GTP-Rennwagen, der GTP ZX-Turbo und der NPT-90, die Rennen dominiert und drei Gesamtsiege für den japanischen Automobilhersteller eingefahren. 1992 erwuchs den Nissan-Wagen mit den neuen GT-Prototypen von Dan Gurney ein starker Gegner. Gurney, inzwischen 61 Jahre alt, war als Konstrukteur und Teamchef längst ebenso erfolgreich wie als Fahrer. Als Fahrer war er neunmal in Sebring am Start gewesen und hatte 1959 gemeinsam mit Chuck Daigh auf einem Ferrari 250TR59 das Rennen für die Scuderia Ferrari gewonnen. Die von ihm eingesetzten und als Eagle MkIII bezeichneten Wagen waren eigentlich Toyota-Rennwagen, die bei den Sprintrennen der Serie bereits ihre Stärke demonstriert hatten. Ob die Fahrzeuge auch ein Langstreckenrennen durchhalten würden, sollte sich in Sebring zeigen.
Im Rennen entwickelte sich ein Dreikampf zwischen den beiden Nissan NPT-91A und dem Eagle von Juan Manuel Fangio II und Andy Wallace. In den ersten vier Rennstunden wechselte die Führung 13 mal. Am späten Nachmittag fiel der Chip Robinson/Bob Earl/Arie Luyendyk-Nissan nach einem Motorschaden aus, und der zweite Nissan übernahm die Spitze. Als er bei Einbruch der Nacht zu einem Routinestopp an die Box kam, fiel beim Starten des Motors das Frontlicht aus. Da ohne funktionierende Lichtanlage Fahrzeuge nicht auf die Strecke durften, baute sich ein normaler Stopp zu einer mittleren Katastrophe aus. Als der Nissan endlich wieder startete, betrug der Rückstand auf den Eagle fünf Runden. In der letzten Runde verlor der Wagen auch noch ein Rad, Derek Daly schaffte es aber auf drei Rädern zum Gesamtplatz zwei ins Ziel.
Fangio wiederholte die Erfolge seines gleichnamigen Onkels, der das Rennen 1956 und 1957 gewonnen hatte.

## Ergebnisse

### Schlussklassement
| 1               | GTP    | 99  | All American Racers           | Juan Manuel Fangio II Andy Wallace                             | Eagle MkIII             | 360 |
| 2               | GTP    | 83  | Nissan Performance Technology | Geoff Brabham Derek Daly Gary Brabham Arie Luyendyk            | Nissan NPT-91A          | 355 |
| 3               | GTP    | 30  | Joest Racing                  | Oscar Larrauri Massimo Sigala Giampiero Moretti                | Porsche 962C            | 345 |
| 4               | GTP    | 2   | Bud Light Jaguar Racing       | Davy Jones David Brabham                                       | Jaguar XJR-12D          | 338 |
| 5               | Lights | 36  | Downing Atlanta               | Howard Katz Tim McAdam Jim Downing                             | Kudzu DG-1              | 314 |
| 6               | Lights | 45  | Scandia Motorsports           | Charles Morgan Tommy Riggins                                   | Kudzu DG-1              | 308 |
| 7               | GTS    | 51  | Rocketsports                  | George Robinson Darin Brassfield Irv Hoerr Paul Gentilozzi     | Oldsmobile Cutlass      | 302 |
| 8               | GTU    | 96  | Leitzinger Racing             | John Paul junior David Loring                                  | Nissan 240SX            | 301 |
| 9               | GTU    | 95  | Leitzinger Racing             | Butch Leitzinger Chuck Kurtz Bob Leitzinger                    | Nissan 240SX            | 297 |
| 10              | GTP    | 98  | All American Racers           | P. J. Jones Rocky Moran                                        | Eagle MkIII             | 294 |
| 11              | GTS    | 76  | Cunningham Racing             | John Morton Jeremy Dale Steve Millen                           | Nissan 300ZX            | 285 |
| 12              | GTU    | 82  | Wendy’s Race Team             | Dick Greer Al Bacon Peter Uria Mike Mees                       | Mazda RX-7              | 278 |
| 13              | GTU    | 73  | Jack Lewis Ent Ltd.           | Jack Lewis Bill Ferran Joe Cogbill                             | Porsche 911 Carrera RSR | 276 |
| 14              | GTU    | 58  | Pro-Technik Inc               | Bill Sargis Sam Shalala Andre Toennis Dan Pastorini            | Porsche 911             | 266 |
| 15              | GTS    | 22  | J&B Motorsports               | Luis Sereix Daniel Urrutia Jorge Polanco John Josey            | Chevrolet Camaro        | 259 |
| 16              | GTS    | 35  | Bill McDill                   | Richard McDill Bill McDill Tom Juckette                        | Chevrolet Camaro        | 252 |
| 17              | GTU    | 0   | Full Time Racing              | John Fergus Don Walker Neil Hanneman                           | Dodge Daytona           | 249 |
| 18              | Lights | 6   | MAB Racing                    | Mel Butt Tommy Johnson Ron Zitza Rob Robertson                 | Tiga GT287              | 245 |
| 19              | GTS    | 21  | Jim Downing                   | Kent Painter Robert Borders Ed De Long                         | Chevrolet Camaro        | 238 |
| 20              | GTS    | 29  | Overbagh Racing               | Oma Kimbrough Mark Montgomery Robert McElheny Hoyt Overbagh    | Chevrolet Camaro        | 238 |
| 21              | GTS    | 12  | John Annis                    | John Annis Louis Beall Dick Downs Larry Schumacher Bob Deek    | Chevrolet Lumina        | 208 |
| 22              | GTU    | 34  | Albert Motorsports Team Peru  | Juan Dibos Eduardo Dibos Raul Orlandini                        | Mazda MX-6              | 199 |
| 23              | GTS    | 67  | Mazkar Racing                 | Paul Mazzacane Chester Edwards Brad Shinder Peter Argetsinger  | Chevrolet Camaro        | 154 |
| Ausgefallen     |        |     |                               |                                                                |                         |     |
| 24              | Lights | 48  | Comptech Racing               | Ruggero Melgrati Costas Los Parker Johnstone                   | Spice SE90P             | 250 |
| 25              | GTS    | 23  | Gary Smith                    | Gary Smith Gene Whipp Albert Ruiz                              | Pontiac Grand Prix      | 248 |
| 26              | GTU    | 26  | Job Racing                    | Joe Pezza Jack Refenning Butch Hamlet                          | Porsche 911             | 240 |
| 27              | GTP    | 84  | Nissan Performance Technology | Chip Robinson Bob Earl Arie Luyendyk                           | Nissan NPT-91A          | 227 |
| 28              | GTP    | 7   | Joest Racing                  | Bernd Schneider Frank Jelinski Louis Krages                    | Porsche 962C            | 221 |
| 29              | Lights | 44  | Scandia Motorsports           | Fermín Vélez Andy Evans Jay Cochran                            | Kudzu DG-2              | 221 |
| 30              | GTS    | 41  | Rocketsports                  | Irv Hoerr Jack Baldwin Paul Gentilozzi                         | Oldsmobile Cutlass      | 185 |
| 31              | GTU    | 39  | Fiorano Motorsports           | Rudy Bartling Ahmad Khodkar Rainer Brezinka                    | Porsche 911             | 183 |
| 32              | GTU    | 57  | Kryderacing                   | Joe Danaher Duke McLaughlin Frank Del Vecchio                  | Nissan 240SX            | 139 |
| 33              | GTS    | 75  | Cunningham Racing             | Johnny O’Connell John Morton Steve Millen                      | Nissan 300ZX            | 117 |
| 34              | GTP    | 4   | Tom Milner Racing             | Wayne Taylor Hugh Fuller François Migault David Tennyson       | Spice SE89P             | 111 |
| 35              | GTS    | 25  | Dale Kreider                  | Jon Gooding Dale Kreider Nort Northam                          | Oldsmobile Cutlass      | 104 |
| 36              | GTS    | 54  | Art Cross Racing              | Art Cross Bobby Scolo                                          | Chevrolet Camaro        | 72  |
| 37              | GTU    | 80  | David Duda                    | Mike Speakman David Duda                                       | Nissan 300ZX            | 68  |
| 38              | GTU    | 55  | Brix Racing                   | Bob Schader Phil Mahre Steve Mahre                             | Mazda MX-6              | 60  |
| 39              | Lights | 49  | Comptech Racing               | Parker Johnstone Dan Marvin                                    | Spice SE91P             | 55  |
| 40              | GTS    | 65  | Jill Prewitt                  | Gene Felton Jerry Nadeau                                       | Chevrolet Beretta       | 48  |
| 41              | GTP    | 59  | Brumos Porsche                | Hurley Haywood Bobby Carradine                                 | Gunnar 966              | 45  |
| 42              | GTS    | 8   | General Kinetics              | Don Arpin Rob Vining Edd Davin                                 | Chevrolet Camaro        | 42  |
| 43              | GTP    | 1   | Nissan Performance Technology | Gary Brabham                                                   | Nissan NPT-91A          | 20  |
| 44              | GTU    | 9   | Support Net Racing            | Henry Camferdam Phil Krueger Gary Drummond                     | Mazda MX-6              | 11  |
| 45              | GTS    | 15  | Connie Banks                  | Jim Pace Barry Waddell Tim Banks                               | Chevrolet Lumina        | 9   |
| 46              | GTU    | 37  | Botero Racing Team            | Rob Wilson Lucio Bernal Felipe Solano Miguel Morejon           | Mazda MX-6              | 8   |
| 47              | GTP    | 5   | Tom Milner Racing             | Perry McCarthy Les Delano                                      | Intrepid RM-1           | 7   |
| 48              | Lights | 40  | Bieri Racing                  | Heinz Wirth Uli Bieri John Graham Andrew Hepworth Vito Scavone | Alba AR2                | 3   |
| Nicht gestartet |        |     |                               |                                                                |                         |     |
| 49              | GTP    | 77  | Mazda Motorsports             | James Weaver Price Cobb                                        | Mazda RX-792P           | 1   |
| 50              | GTU    | 0T  | Full Time Racing              | John Fergus Don Walker Neil Hanneman Emory Donaldson           | Dodge Daytona           | 2   |
| 51              | GTP    | 1T  | Nissan Performance Technology | Arie Luyendyk Geoff Brabham Chip Robinson                      | Nissan NPT-91A          | 3   |
| 52              | GTS    | 25T | Dale Kreider                  | Jon Gooding Dale Kreider Nort Northam                          | Oldsmobile Cutlass      | 4   |
| 53              | GTU    | 82T | Wendy’s Race Team             | Dick Greer Al Bacon Peter Uria Mike Mees                       | Mazda RX-7              | 5   |
| 54              | GTP    | 11  | Nissan Performance Technology |                                                                | Nissan NPT-91A          | 6   |

1 Feuer an der Auspuffanlage
2 Trainingswagen
3 Trainingswagen
4 Trainingswagen
5 Trainingswagen
6 Ersatzwagen

### Nur in der Meldeliste
Hier finden sich Teams, Fahrer und Fahrzeuge, die ursprünglich für das Rennen gemeldet waren, aber aus den unterschiedlichsten Gründen daran nicht teilnahmen.
| Pos. | Klasse | Nr. | Team                   | Fahrer                                    | Chassis            |
| ---- | ------ | --- | ---------------------- | ----------------------------------------- | ------------------ |
| 55   | GTS    | 13  | Robert Borders         | Robert Borders                            | Oldsmobile Cutlass |
| 56   | GTU    | 17  | Oldsmobile Motorsports | Amos Johnson Scott Hoerr Chuck Hemmingson | Oldsmobile Achieva |
| 57   | GTP    | 24  |                        |                                           | Porsche 962 GTi    |
| 58   | Lights | 43  | Bobby Brown Racing     |                                           | Tiga GT287         |
| 59   | GTS    | 68  | Luis Mendez            | Luis Mendez Tomas Mendez                  | Chevrolet Corvette |
| 60   | GTU    | 71  | Oldsmobile Motorsports | Amos Johnson Scott Hoerr Dennis Shaw      | Oldsmobile Achieva |

### Klassensieger
| Klasse | Fahrer                | Fahrer           | Fahrer      | Fahrer          | Fahrzeug           | Platzierung im Gesamtklassement |
| ------ | --------------------- | ---------------- | ----------- | --------------- | ------------------ | ------------------------------- |
| GTP    | Juan-Manuel Fangio II | Andy Wallace     |             |                 | Eagle MkIII        | Gesamtsieg                      |
| Lights | Howard Katz           | Tim McAdam       | Jim Downing |                 | Kudzu DG-1         | Rang 5                          |
| GTS    | George Robinson       | Darin Brassfield | Irv Hoerr   | Paul Gentilozzi | Oldsmobile Cutlass | Rang 7                          |
| GTU    | John Paul junior      | David Loring     |             |                 | Nissan 240SX       | Rang 8                          |

### Renndaten
- Gemeldet: 60
- Gestartet: 48
- Gewertet: 23
- Rennklassen: 4
- Zuschauer: 80000
- Wetter am Renntag: sonnig, warm und trocken
- Streckenlänge: 5,955 km
- Fahrzeit des Siegerteams: 12:01:47,692 Stunden
- Gesamtrunden des Siegerteams: 360
- Gesamtdistanz des Siegerteams: 2143,646 km
- Siegerschnitt: 178,193 km/h
- Pole Position: Juan-Manuel Fangio II – Eagle MkIII (#99) – 1:48,004
- Schnellste Rennrunde: Geoff Brabham – Nissan NPT-91A (#83) – 1:49,616 – 195,479 km/h
- Rennserie: 4. Lauf zur IMSA-GTP-Serie 1992